# Yang Chunlin
Yang Chunlin (Chinesisch: 杨春林; Pinyin: Yáng Chūnlín, * 1954) ist Menschenrechtsaktivist in Heilongjiang, China. Yang hat zahlreiche Artikel über Menschenrechte und Landrechte veröffentlicht. Im Jahr 2007 half er bei der Organisation einer Petition mit dem Titel „Wir wollen Menschenrechte, keine Olympischen Spiele“. Für die Petition soll über zehntausend Unterschriften gesammelt worden sein. Yang hatte sich dafür eingesetzt. Berichten zufolge besuchte er Häuser, Wohnungen und Dörfer und soll bei kaltem Winterwetter in Heilongjiang bis zu 50 Kilometer am Tag gegangen sein.

## Leben und Inhaftierung
Yang Chunlin beteiligte sich 2007 bei der Organisation einer Petition, die den Titel „Wir wollen Menschenrechte, keine Olympischen Spiele“ trug und soll mehr als 10.000 Unterschriften dafür gesammelt haben. Yang wurde viermal eingesperrt, weil er an einem Hungerstreik teilgenommen hatte, der von dem Pekinger Rechtsanwalt Gao Zhisheng im Jahr 2006 organisiert worden war. Yang half freiwillig Bauern, die gegen die Enteignung ihres Landes in Fujin in der Provinz Heilongjiang kämpften.
Trotz Chinas offizieller Zusicherungen, dass die Olympischen Spiele 2008, die Entwicklung der Menschenrechte im Land stärken würden, hat die chinesische Regierung die Grundrechte der Bürger, einschließlich der Meinungsfreiheit, der Versammlungsfreiheit und der Religionsfreiheit abgelehnt oder eingeschränkt.
Yang wurde im Juli 2007 verhaftet und mit „Aufhetzung zur Subversion der Staatsmacht“ angeklagt. Sein Prozess begann im Februar 2008 in Jiamusi, Heilongjiang. Yang wurde am 24. März 2008 wegen „Aufhetzung zur Subversion der Staatsgewalt“ für schuldig befunden und zu fünf Jahren Gefängnis verurteilt, und ihm wurde zwei Jahre seine politischen Rechte entzogen. Ein weiterer Aktivist, der beim Unterschriftensammeln der Petition involviert war, war Yuan Xianchen, er wurde aufgrund ähnlicher Beschuldigungen angeklagt und zu vier Jahren Gefängnis verurteilt.
Yang wurde am 6. Juli 2012 aus dem Gefängnis freigelassen.

## Medienberichte
Am 6. Juli 2007 wurde laut Chinese Human Rights Defenders, Epoch Times und Amnesty International, der Landrechtsaktivist Yang Chunlin von Beamten der öffentlichen Sicherheit in der Stadt Jiamusi, Provinz Heilongjiang verhaftet.
Human Rights in China berichtete, dass Yang in Fesseln und Beineisen in den Gerichtssaal gebracht wurde, und sein Kopf soll mit einer schwarzen Kapuze bedeckt gewesen sein. Während des ganzen Prozesses, sagte Yang dem Gericht, dass er unschuldig sei, wurde jedoch verurteilt. Während und nach der Anhörung, bei der er verurteilt worden war, wurde Yang mindestens zweimal mit einem elektrischen Stab geschlagen. Nach seiner Verurteilung erklärte Yang, dass er weiterhin für Demokratie in China kämpfen werde, weil „die Demokratie, die einzige Möglichkeit ist, die Verfolgung der Rede zu beseitigen“, so Yang.
Bei einer Wiederaufnahme am 19. September 2008 bestätigte der Städtische Volksgerichtshof in Jiamusi das ursprüngliche Urteil gegen Yang. Nach Aussage von Anwesenden soll der Prozess weniger als 30 Minuten gedauert haben. Yang wurde am 25. September 2008 in das Gefängnis Xianglan verlegt, wo er für den Rest seiner Haftstrafe verbleiben musste.
Die Congressional – Executive Commission On China beschrieb Yang als politischen Gefangenen.

## Familienbesuch
Im Jahr 2010 wurde Yang Chunlin von seiner Familie im Gefängnis besucht. Die Familienangehörigen bemerkten, dass seine Beine und sein Gesicht mit Flüssigkeit (Anasarka) aufgeschwollen waren und er sah müde aus. Als jemand von seiner Familie sich darüber beschwerte, dass er im Gericht geschlagen worden war, gab ein Gerichtsbeamter offenbar zu, dass die Schläge von Gerichtsbehörden erlaubt worden waren. Dies soll die Strafe dafür gewesen sein, weil er die Staatsmacht herausgefordert hatte. Yang erzählte seiner Familie, dass sein Herzschlag unregelmäßig sei und er Herzprobleme habe und sich oft unwohl fühle. Er sagte, er habe deshalb Probleme, weil die Gefängnisbehörden ihm keine Gelegenheit geben würden, irgendwelche körperlichen Übungen zu machen, er durfte noch nicht einmal nach draußen ins Freie gehen. Yang musste Zwangsarbeit verrichten und durfte sich nicht ausruhen, außer wenn er sich zum Schlafen hinlegte oder während der kurzen Mahlzeiten. Yang erzählte weiter, er hätte der Gefängnisleitung gesagt, dass er sich nicht wohlfühlen würde, doch hätten sie keine ärztliche Betreuung zugelassen.

## Weblink
- Yang Chunlin: A Blind Man Thinks and Sees Things More Clearly than Chinese Professors, 1. Juli 2006